# Danny Hart
Danny Hart (Redcar, 20 de septiembre de 1991) es un deportista británico que compite en ciclismo de montaña en la disciplina de descenso.
Ganó tres medallas en el Campeonato Mundial de Ciclismo de Montaña, entre los años 2011 y 2018, y una medalla de bronce en el Campeonato Europeo de Ciclismo de Montaña de 2021.

## Medallero internacional
| Campeonato Mundial | Campeonato Mundial   | Campeonato Mundial | Campeonato Mundial |
| Año                | Lugar                | Medalla            | Competición        |
| ------------------ | -------------------- | ------------------ | ------------------ |
| 2011               | Champéry (Suiza)     | Medalla de oro     | Descenso           |
| 2016               | Val di Sole (Italia) | Medalla de oro     | Descenso           |
| 2018               | Lenzerheide (Suiza)  | Medalla de bronce  | Descenso           |
| Campeonato Europeo |                      |                    |                    |
| Año                | Lugar                | Medalla            | Competición        |
| 2021               | Maribor (Eslovenia)  | Medalla de bronce  | Descenso           |